# Polisomia
Polisomia – stan, w którym w organizmie istnieje co najmniej jeden nadliczbowy chromosom, to znaczy liczba określonych chromosomów nie jest diploidalna - mogą to być trzy lub więcej kopii chromosomu zamiast spodziewanych dwu. Polisomia jest zwykle spowodowana przez nondysjunkcję (nieudaną próbę rozdzielenia chromosomów homologicznych) podczas mejozy, ale może również wystąpić przez mutację podczas translokacji. Zespół Downa jest przykładem polisomii. Osoby dotknięty tym syndromem mają trzy kopie (trisomia) chromosomu 21.
Poliploidalność jest terminem stosowanym do określania organizmów bądź komórek, które mają więcej niż dwie kopie każdego chromosomu. Kiedy organizm jest diploidalny (2n), mogą wystąpić spontaniczne, spowodowane przez utrudniony podział komórki mutacje, w wyniku których organizm zyska dodatkowy (lub kilka) zestaw chromosomów. Rodzaje poliploidalności wyróżniamy na podstawie liczby kompletów chromosomów: triploid (3 zestawy, 3n), tetraploid (4 zestawy, 4n), pentaploid (5n), heksaploid (6n) i tak dalej. Organizm haploidalny (n) ma tylko jeden komplet chromosomów. Haploidalność jest naturalna w niektórych fazach życiowych grzybów i paproci.